# Devon Travis
Devon Anthony Travis (ur. 21 lutego 1991) – amerykański baseballista, który występował na pozycji drugobazowego.

## Przebieg kariery
Travis studiował na Florida State University, gdzie w latach 2010–2012 grał w drużynie uniwersyteckiej Florida State Seminoles. W czerwcu 2012 roku został wybrany w trzynastej rundzie draftu przez Detroit Tigers i po dwóch latach występów w klubach farmerskich tego zespołu, najwyżej na poziomie Double-A w Erie SeaWolves, w listopadzie 2014 został oddany do Toronto Blue Jays.
W Major League Baseball zadebiutował 6 kwietnia 2015 w meczu przeciwko New York Yankees, w którym zdobył home runa. Uzyskując w kwietniu średnią 0,325 i zdobywając 6 home runów, został wybrany najlepszym debiutantem miesiąca w American League. 3 maja 2015 w spotkaniu z Cleveland Indians zdobył pierwszego grand slama w MLB.